# Borkovići (Czarnogóra)
Borkovići  (cyr. Борковићи) – wieś w Czarnogórze, w gminie Plužine. W 2003 roku liczyła 133 mieszkańców.